# Phantom Minds
PHANTOM MINDS – dwudziesty pierwszy singel japońskiej piosenkarki Nany Mizuki, wydany 13 stycznia 2010. Utwory PHANTOM MINDS i Don't be long zostały użyte kolejno jako opening i ending filmu anime Magical Girl Lyrical Nanoha The MOVIE 1st, utwór Song Communication wykorzystano w zakończeniach programu radiowego Mizuki Nana no M no Sekai (jap. 水樹奈々のMの世界), a Jūjika no spread (jap. 十字架のスプレッド) wykorzystano jako piosenkę przewodnią w grze Shining Force Cross. Singel osiągnął 1 pozycję w rankingu Oricon i pozostał na liście przez 18 tygodni, sprzedał się w nakładzie 94 369 egzemplarzy. Osiągnął status złotej płyty.

## Lista utworów
| Nr | Tytuł                                        | Słowa             | Kompozycja        | Aranżacja      | Czas |
| -- | -------------------------------------------- | ----------------- | ----------------- | -------------- | ---- |
| 1. | "PHANTOM MINDS"                              | Nana Mizuki       | Eriko Yoshiki     | Jun Suyama     | 3:43 |
| 2. | "Don't be long"                              | Toshirō Yabuki    | Toshirō Yabuki    | Toshirō Yabuki | 4:40 |
| 3. | "Song Communication"                         | Yūmao             | Hitoshi Fujima    | Hitoshi Fujima | 4:31 |
| 4. | "Jūjika no spread" (jap. 十字架のスプレッド) | Chiyomaru Shikura | Chiyomaru Shikura | Daisuke Kikuta | 4:14 |

## Notowania
| Lista                             | Pozycja |
| --------------------------------- | ------- |
| Oricon Weekly Singles Chart       | 1       |
| Billboard Japan Hot 100           | 3       |
| Billboard JAPAN Hot Singles Sales | 1       |
| Billboard JAPAN Hot Top Airplay   | 22      |
| CDTV                              | 1       |
| Com Chat                          | 1       |
| Music Station                     | 3       |